# Diamond Dave (album)
| Recensione | Giudizio |
| ---------- | -------- |
| AllMusic   | [ 1 ]    |

Diamond Dave è il sesto album in studio del cantante statunitense David Lee Roth, pubblicato nel luglio 2003.
Il disco è composto quasi interamente da cover di classici hard rock e blues.

## Tracce
1. You Got the Blues, Not Me... (Chris Youlden) – 3:17
2. Made Up My Mind (Savoy Brown) – 3:00
3. Stay While the Night Is Young (Youlden) – 3:43
4. Shoo Bop (Steve Miller) – 5:11
5. She's Looking Good (Rodger Collins) – 2:50
6. Soul Kitchen (John Paul Densmore, Robert A. Krieger, Raymond D. Manzarek, Jim Morrison) – 4:32
7. If 6 Was 9 (Jimi Hendrix) – 3:32
8. That Beatles Tune (John Lennon, Paul McCartney) – 3:49
9. Medicine Man (David Lee Roth) – 1:12
10. Let It All Hang Out (William David Cunningham) – 2:25
11. Thug Pop (Roth, John Lowery) – 3:35
12. Act One (Roth) – 1:34
13. Ice Cream Man (John Brim) – 3:23
14. Bad Habits (William Bruce Field, Thomas Shelton Price) – 3:44

## Formazione
- David Lee Roth - voce, armonica (tracce 2, 9)
- Brian Young - chitarra (tracce 1-6, 8, 11)
- Jeremy Zuckerman - chitarra (tracce 2-4, 7, 8, 10, 11), accordion, Fender Rhodes piano (traccia 5), Hammond B-3 organ (tracce 2, 4, 7), percussioni
- Toshi Hiketa - chitarra (tracce 5, 8)
- Nile Rodgers - chitarra (tracia 13)
- Ron Richotte - chitarra (track 14)
- James Lomenzo - basso (tracce 1-8, 11)
- Tracy Wormsworth - basso (traccia 13)
- James Hunting - basso (traccia 14)
- Ray Luzier - batteria (tracce 1-8, 11), cori
- Omar Hakim - batteria (traccia 13)
- Gregg Bissonette - batteria (traccia 14)
- Alex Gibson - percussioni (tracce 3, 8), accordion (tracia 3), mellotron (traccia 8), chitarra (traccia 10), cori
- Zac Rae - tastiere (tracia 6)
- Greg Phillinganes - pianoforte (traccia 13)
- Brett Tuggle - tastiere (traccia 14)
- Scott Page - sassofono contralto, sassofono baritono (tracce 1, 5)
- Edgar Winter - sassofono (tracce 13, 14)
- Lee Thornburg - tromba, trombone (traccia 1)
- Jaime Sickora - cowbell (tracia 1)
- The Crowell Sisters - cori (traccia 13)